# Imeglimin
Imeglimin ist ein Arzneistoff zur oralen Behandlung des Typ-2-Diabetes. In Japan wurde er im Juni 2021 unter dem Namen Twymeeg (Sumitomo Dainippon Pharma) zugelassen. Es ist der erste Vertreter aus einer neuen Klasse von blutzuckersenkenden Wirkstoffen (first in class), den Gliminen.

## Wirkungsmechanismus
Die blutzuckersenkende Wirkung entsteht auf zwei Wegen: zum einen bewahrt Imeglimin die Masse der insulinproduzierenden Beta-Zellen im Pankreas und verstärkt dort die glucosestimulierte Insulinausschüttung, zum anderen verbessert es die Insulinwirkung, indem es die Aufnahme von Glucose in die Skelettmuskulatur fördert und die Gluconeogenese in der Leber hemmt wird. Auf biochemischer Ebene soll Imeglimin, das als Hemmer der oxidativen Phosphorylierung wirkt, eine mitochondriale Dysfunktion ausgleichen, der man eine Rolle in der Pathogenese des Typ-2-Diabetes zuschreibt.

## Studien
In einer 24-wöchigen Phase-3-Studie in Japan konnte Imeglin im Vergleich zu Placebo den Blutzuckerspiegel signifikant senken.

## Sonstiges
Entwickelt wurde Imeglimin vom französischen biopharmazeutischen Unternehmen Poxel. Pharmazeutisch wird der Wirkstoff als Imegliminhydrochlorid eingesetzt, einem weißen Feststoff.

Imeglimin und seine tautomeren Formen

## Handelsnamen
Twymeeg (J)